# Parc Jean-Rameau
Le parc Jean-Rameau est un jardin public situé à Mont-de-Marsan, dans le département français des Landes. Il porte le nom du poète et romancier Jean Rameau, natif du département.

## Présentation
Le parc Jean-Rameau est la propriété de la ville de Mont-de-Marsan. Inscrit dans une boucle de la Douze sur sa rive droite, il s'étend sur près de 6,5 hectares. Il est délimité au sud et à l'est par la Douze, au nord par le lycée Victor-Duruy et à l'ouest par la place Francis-Planté, où se situe son entrée principale.
Ses 37 000 m² d'espaces enherbés accueillent 453 arbres, 150 arbustes et sont ceinturés par 2 875 m d'allées empierrées. On y recense plus de 80 essences dont toutes les variétés de hêtres, un jardin japonais, un jardin de fougères et un jardin d'hortensias. On peut y admirer toutes les variétés de hêtres mais aussi une allée centrale plantée de tilleuls, un kiosque à musique en fonte datant de 1907, un théâtre de verdure ainsi que différentes sculptures.
Il accueille également des monuments commémoratifs, tels que le mémorial aux victimes du racisme et de l'antisémitisme, le mémorial aux enfants juifs déportés et l'arbre de la laïcité.

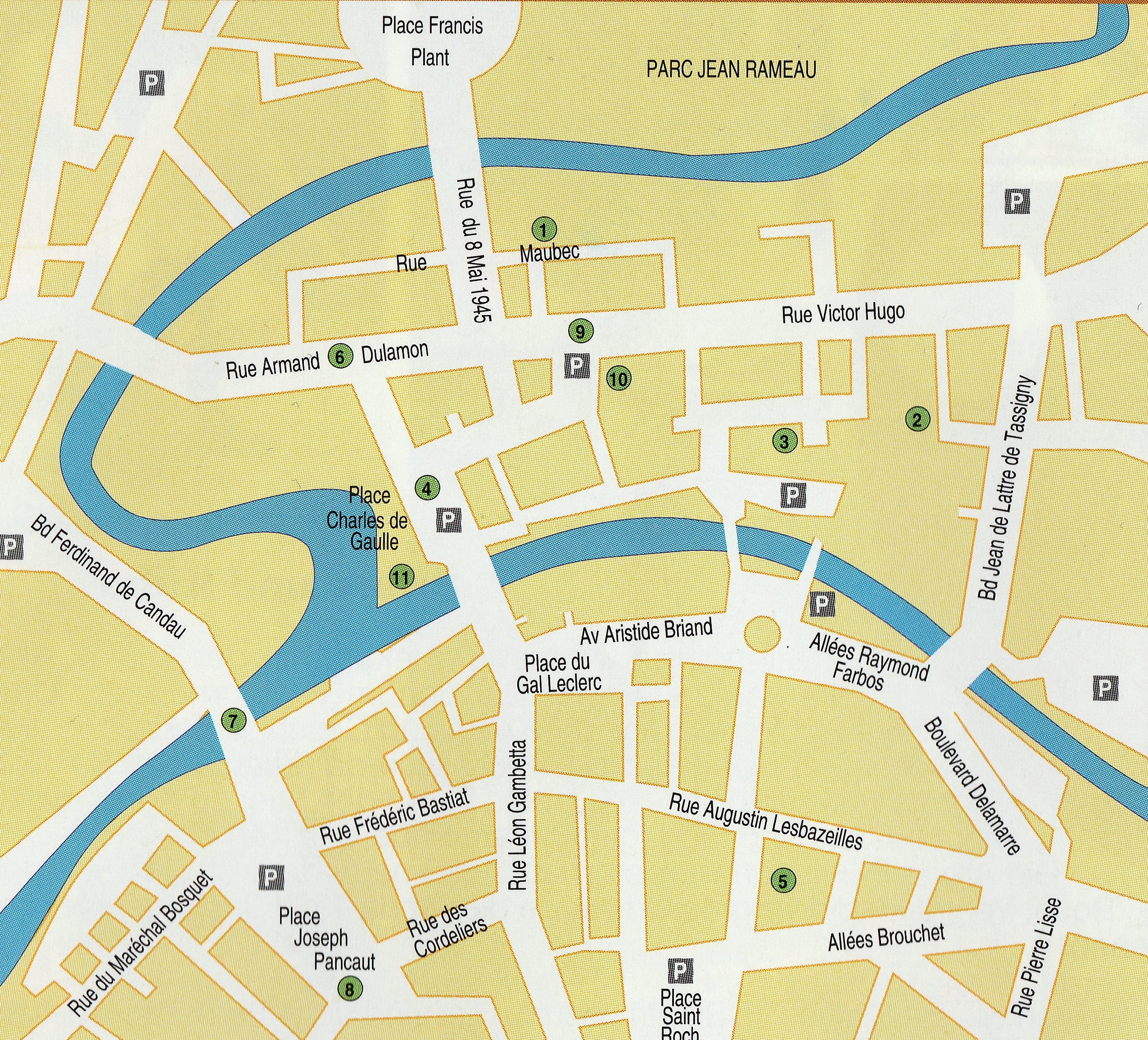
Situation du parc Jean Rameau.
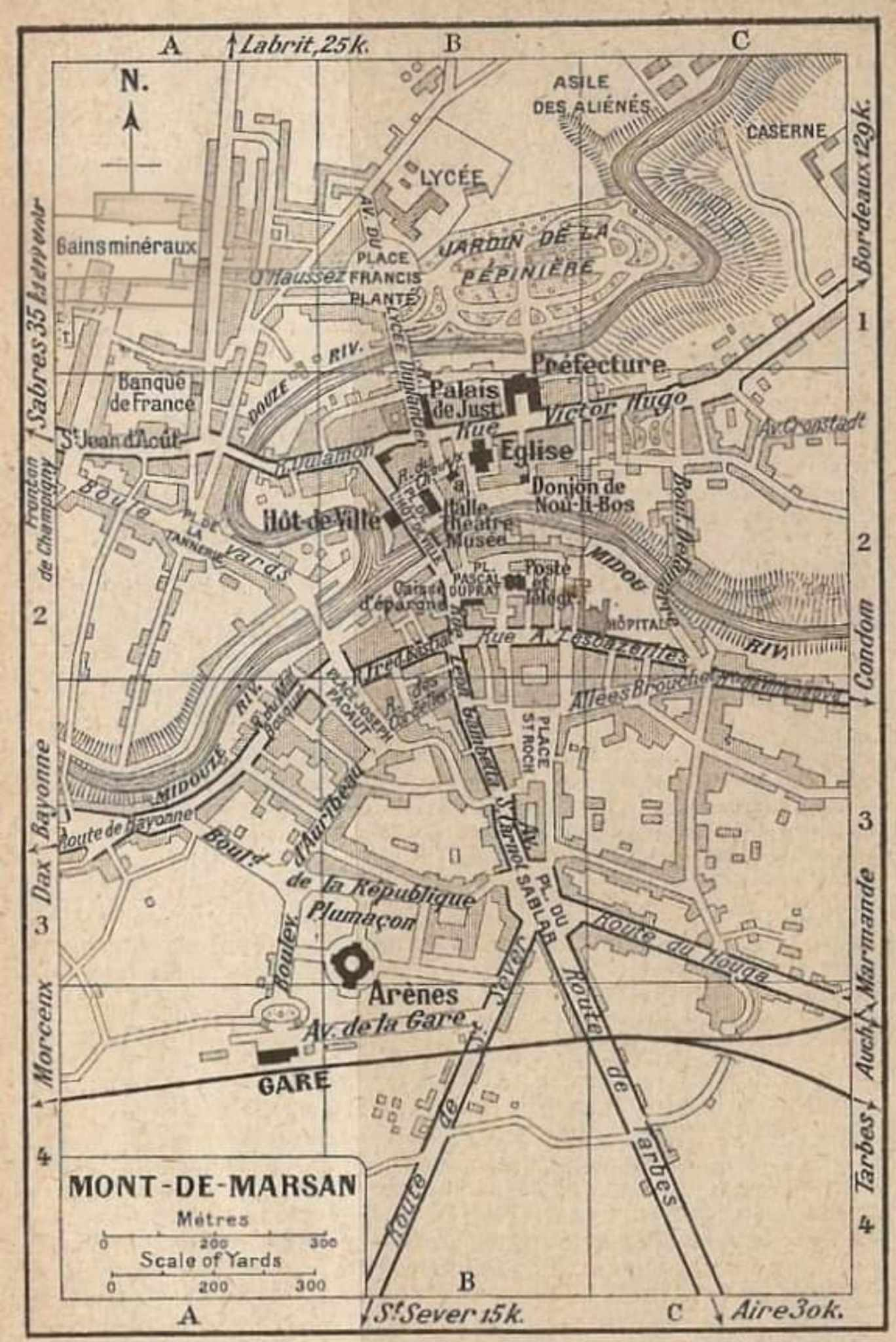
Situation du jardin de la Pépinière sur un plan ancien.

### Historique

#### Du Moyen Âge au début duXIXesiècle
L'emplacement du futur parc est situé historiquement à Nonères (paroisse, puis commune autonome et de nos jours quartier de Mont-de-Marsan), sur la voie limousine des chemins de Saint-Jacques-de-Compostelle entre la commanderie hospitalière Sainte-Anne-du-Capcornau et le pont de la May de Diù, menant à l'entrée principale de Mont-de-Marsan par la porte de Roquefort. Le site est alors occupé par plusieurs fermes, des champs, des vignes rattachées à l'ancien couvent des Clarisses, des prés, des sources et un lavoir.

#### Jardins de la Préfecture
Dès 1811, le préfet des Landes, Charles d'Angosse, envisage de doter l'hôtel de la préfecture des Landes alors en construction de jardins sur la rive droite de la Douze et fait arpenter à cette fin les propriétés de Ducournau, Dosque (actuelle place Francis-Planté), Rigoulet, et les vignes de May de Diù.

#### Pépinière départementale
Le conseil général des Landes décide à son tour de créer une pépinière départementale englobant les jardins de la préfecture. Les travaux d'aménagement desdits jardins (6 ha) et de la pépinière départementale (9 ha) débutent en janvier 1813, à l'emplacement des deux métairies de Dosque et de Ducournau pour un total de 15 hectares qui sont loués par le Conseil général. 20 000 plants de jeunes arbres sont commandés au célèbre grainetier Vilmorin & Cie, envoyés par le botaniste Placide Massey, ou donnés par divers propriétaires landais, ainsi que 25 000 boutures. L'arrosage est assuré par une dérivation des eaux du ruisseau de Sainte-Anne-de-Capcornau, affluent de la Douze. Le but de la pépinière est :
- de tester de nouvelles essences à planter (notamment le pin maritime), vouées à assécher les marais landais et fixer les dunes du littoral ;
- et de fournir à cette fin les grands propriétaires défricheurs des Landes ainsi que les communes en plantations nouvelles[1].

L'époque est en effet marquée par la mise en valeur du département voulue par Napoléon Ier et portée par Napoléon III grâce à sa loi du 19 juin 1857 en faveur de la réduction des landes communales et des barthes, l'assèchement des marais, la plantation et exploitation de la forêt des Landes. La pépinière départementale remplit son rôle environ soixante-dix années, dirigée d'abord par des directeurs puis par des horticulteurs-pépiniéristes qui prennent les lieux à bail et les exploitaient à leurs risques et profits. Le premier directeur est le sieur Tassin, membre de la Société d'agriculture et secrétaire-général de la Préfecture. Le premier pépiniériste est Louis Saint-Martin, de Tarbes, logé dans la maison Ducournau.
Le Conseil général rachète entre 1816 et 1820 les terrains à leurs propriétaires respectifs, Dominique Dupouy-Cadeyré, les mineurs Farbos et Jean Darnaudery. En 1817, l'entrée de la pépinière est dotée d'une porte et un premier catalogue des arbres et plants disponibles est édité.
L'endroit devient vite un lieu de promenade à la mode où se retrouve la bourgeoisie montoise, principalement le dimanche après-midi après avoir assisté à l'office du matin en l'église de la Madeleine. Une passerelle piétonne en bois de pin édifiée en 1819 à proximité sur la Douze, prend le nom de « pont de la Pépinière » (l'ouvrage d'art est reconstruit en chêne en 1827 puis en pierre en 1869-70. Il prend le nom de pont du Lycée après l'inauguration du lycée Victor-Duruy en 1866).

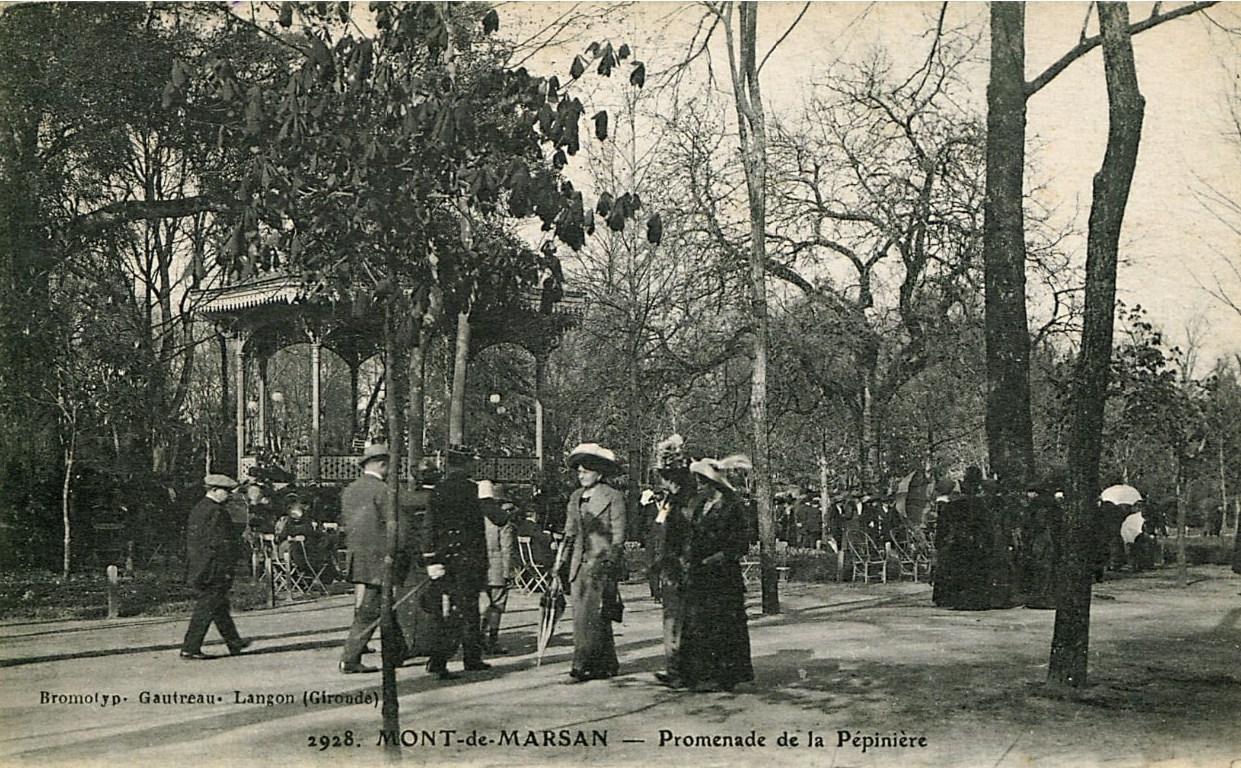
Promenade de la Pépinière
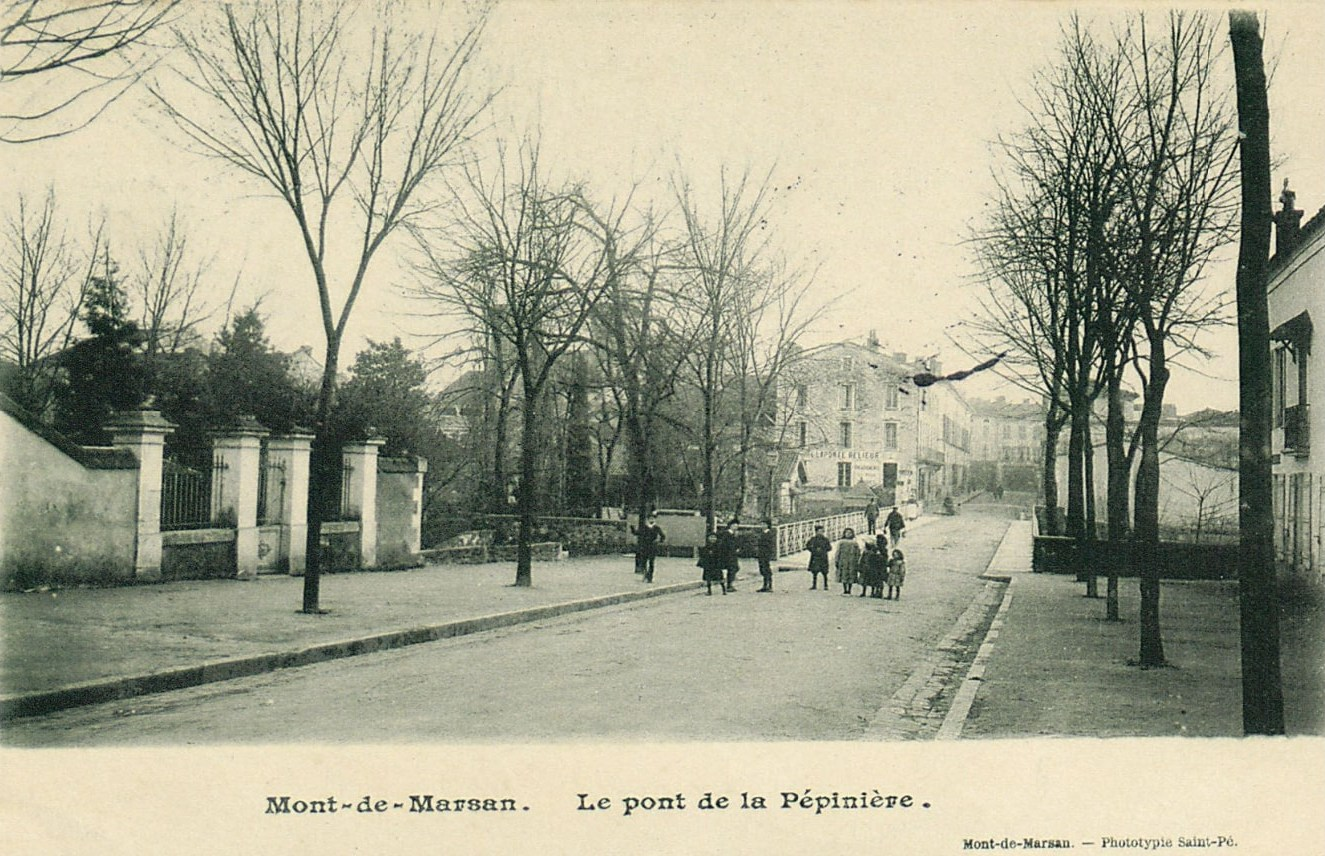
Pont de la Pépinière.

Le premier garde est nommé en 1825. L'année suivante, l'allée centrale est aménagée et une porte en pierre est construite, ainsi que la Poudrière (« Dépôt de poudre des Contributions indirectes », appartenant à M. de Lobit), au nord de la Pépinière. La construction de la maison du pépiniériste (actuel local du Club de canoë) date de 1829.
Une magnanerie est aménagée en 1840 dans la serre/orangerie, permettant la culture de mûriers et l'élevage de vers à soie. On y fait des essais de filature de soie. L'entomologiste Édouard Perris, conseiller de préfecture et secrétaire de la Société d'agriculture des Landes, est alors directeur de la Pépinière, de la magnanerie et de la filature départementales. Les « graines » (futurs vers à soie) sont mises au repos pendant l'hiver dans des bouteilles plongées dans la Douze. En 1843, une « vraie » magnanerie est construite, présentée comme un « établissement spécial […], plus apte à faire fructifier les germes d'encouragement répandus dans le pays, plus digne de servir à la fois de modèle et d'instruction ». Elle mesure 23 mètres de long et 6 mètres de large, faisant face au Midi. Le premier étage est destiné à l'éclosion et à l'élevage des vers, le rez-de-chaussée à la filature. Le tout est équipé d'un calorifère et d'un système de ventilation perfectionné. Elle subit un incendie le 1er juillet 1844, provoqué lors d’une opération d'étouffage des cocons de vers à soie. Restaurée, elle fonctionne toujours en 1846 mais à partir de 1859, elle sert de lieu d'expérimentation pour le traitement de la gale des moutons. Elle est finalement démolie faute de rendements suffisants et laisse place en 1877 à l'actuelle chapelle du lycée Victor-Duruy.
Une passerelle en fer est édifiée en 1844 pour relier l'hôtel de préfecture, situé sur la rive gauche de la Douze, à ses jardins, dans le parc de la Pépinière départementale sur la rive opposée. Les culées en maçonnerie de la passerelle proviennent des pierres de l'ancien pont de la May de Diù, retrouvés dans le lit de la Douze. Une aquarelle de Charles Despiau illustre cette passerelle et se trouve exposée au Centre Pompidou de Paris à la suite du legs de la famille en 1960.

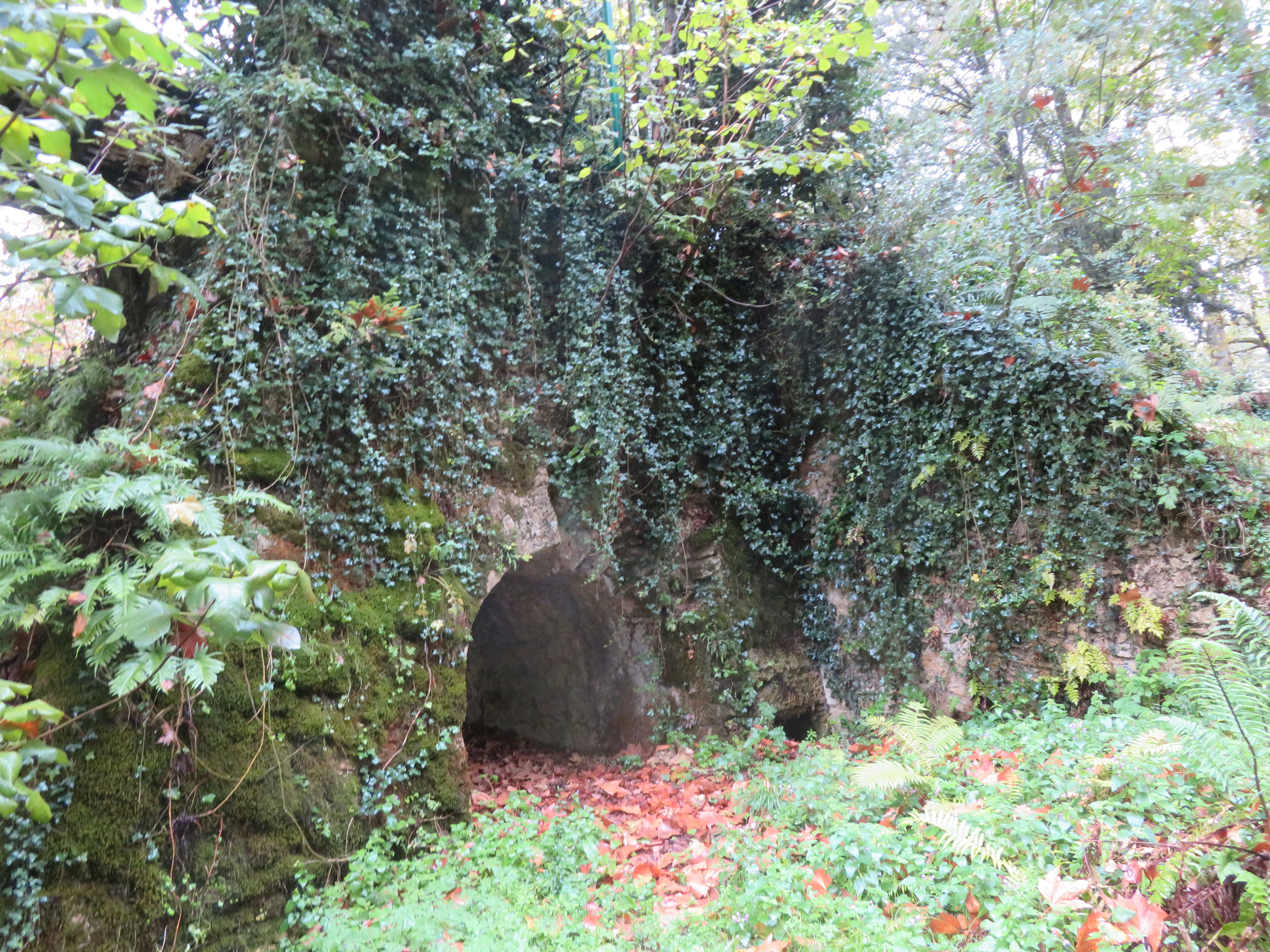
Culée de la passerelle de la Préfecture réalisée à partir des pierres de l'ancien pont de la May de Diù. Vue du parc Jean-Rameau.
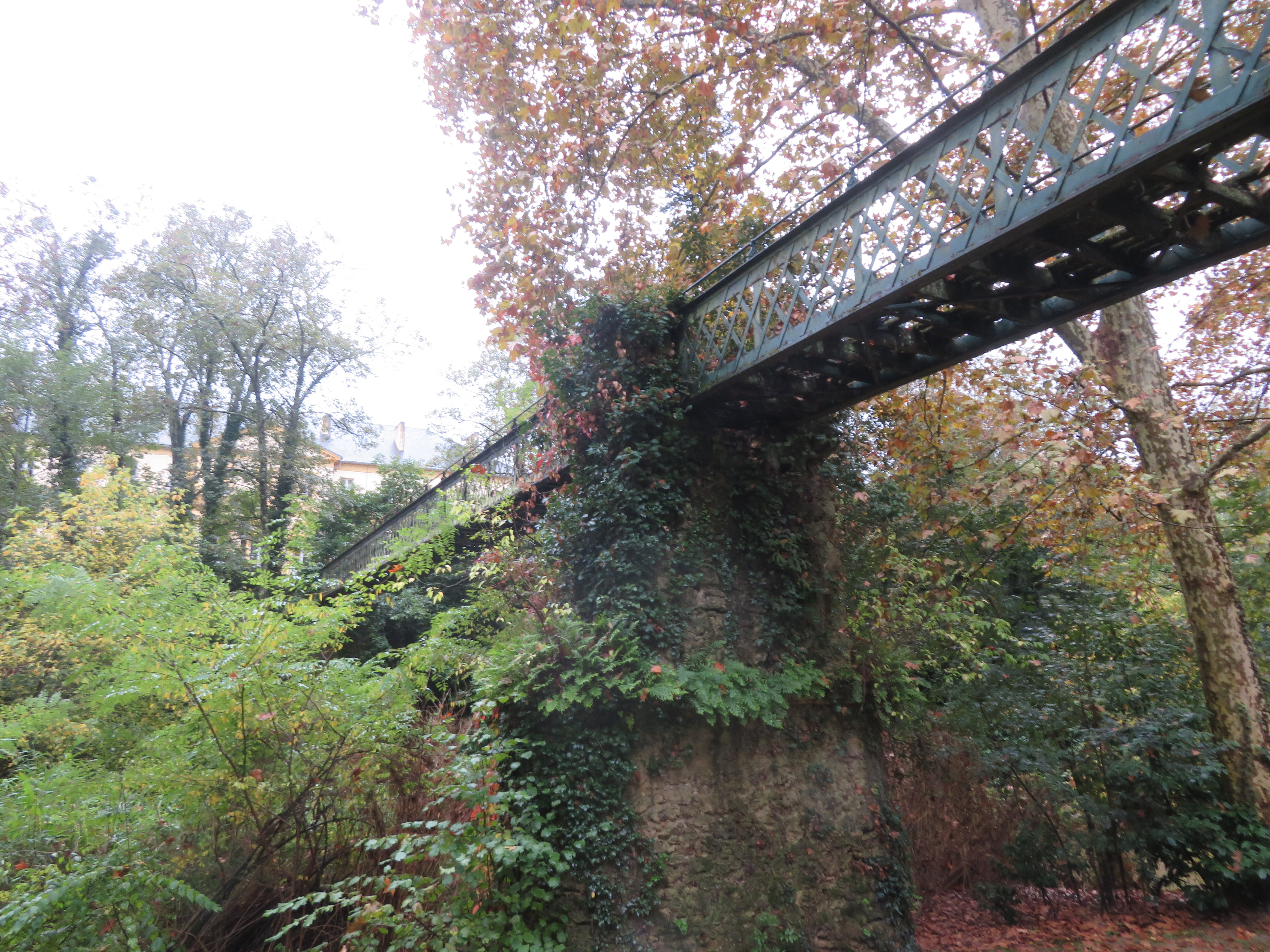
Passerelle de la Préfecture.
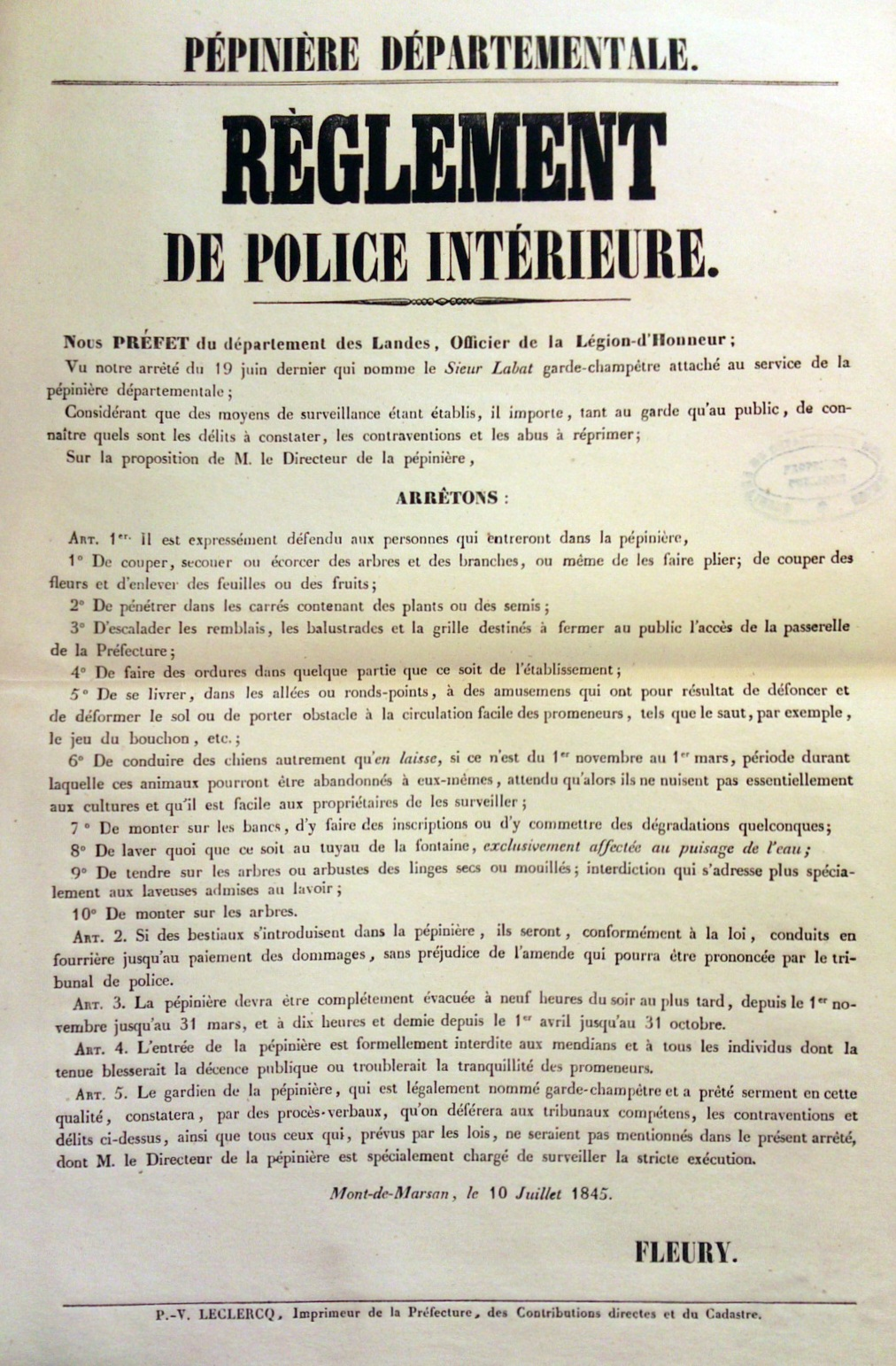
Règlement de police intérieure de la pépinière départementale, 10 juillet 1845, signé Mathieu Fleury, préfet des Landes.

En 1860, la poudrière est déplacée (on y construit plus tard la buanderie du lycée, située à l'emplacement des actuelles cuisines). Le lavoir est également déplacé et reconstruit (actuel hangar pour les canoës). Le 24 juillet 1860 se tient sur la Place de la Pépinière le « Concours agricole, horticole, et de métayage », dans l’ancienne Magnanerie (où la Société d’agriculture des Landes tient désormais ses séances) et dans la Pépinière elle-même. Sont exposés des animaux (bovins, porcs, animaux de basse-cour), des machines agricoles (trois batteuses à manège, systèmes Pinet et Passedoit), ainsi que des produits agricoles et horticoles. Le 30 août de cette même année a lieu la pose de la première pierre du lycée, construit sur une partie de la Pépinière, sur un terrain arboré « pour protéger la santé des enfants contre les influences pernicieuses du soleil ».
Les travaux du lycée débutent réellement entre 1863 et 1864. Cette même année 1864, la passerelle de la Préfecture, qui menace de s’effondrer, est reconstruite. À partir de 1865, la pépinière est aussi reconnue comme « promenade publique ». Le lycée est inauguré le 15 octobre 1866. La magnanerie sert de dortoir provisoire, son rez-de-chaussée accueille une chapelle, elle-aussi provisoire. Vers l’est, les élèves ont accès aux ombrages du bois de Rigoulet (appartenant à M. Foy), dans le prolongement de la cour du lycée.

#### Jardin public
En 1876, après une période de déclin, la ville signe avec le Conseil général un bail de 18 ans qui lui permet d'aménager et d'embellir la promenade publique. C'est dans ce cadre qu'entre 1879 et 1881 est créé un jardin public, à l'issue d'importants travaux de terrassement, de construction d'un château d'eau, canalisations et arrosage, etc. En 1886, le site est touché par des inondations et en 1891, un kiosque à musique en bois est construit dans le centre du parc pour les concerts de l'harmonie municipale ainsi que ceux du 34e RI, résidant à la caserne Bosquet. Le président de la République Sadi Carnot inaugure en personne cet écrin musical lors d'une visite officielle de Mont-de-Marsan.
Le 12 juillet 1895, la ville rachète la pépinière et la réaménage en jardin public. En 1906, une pièce d'eau est créée et au mois d'août, les Jeux Floraux se tiennent sur site. Le kiosque à musique en bois est refait en fonte en 1907, année où la statue « La Chute des feuilles », de Julien Lorieux, est installée. En août 1908, Le monument à Victor Duruy est mis en place et le 8 juillet 1914, la remise des prix du lycée est présidée par Jean Rameau, en présence du pianiste Francis Planté.

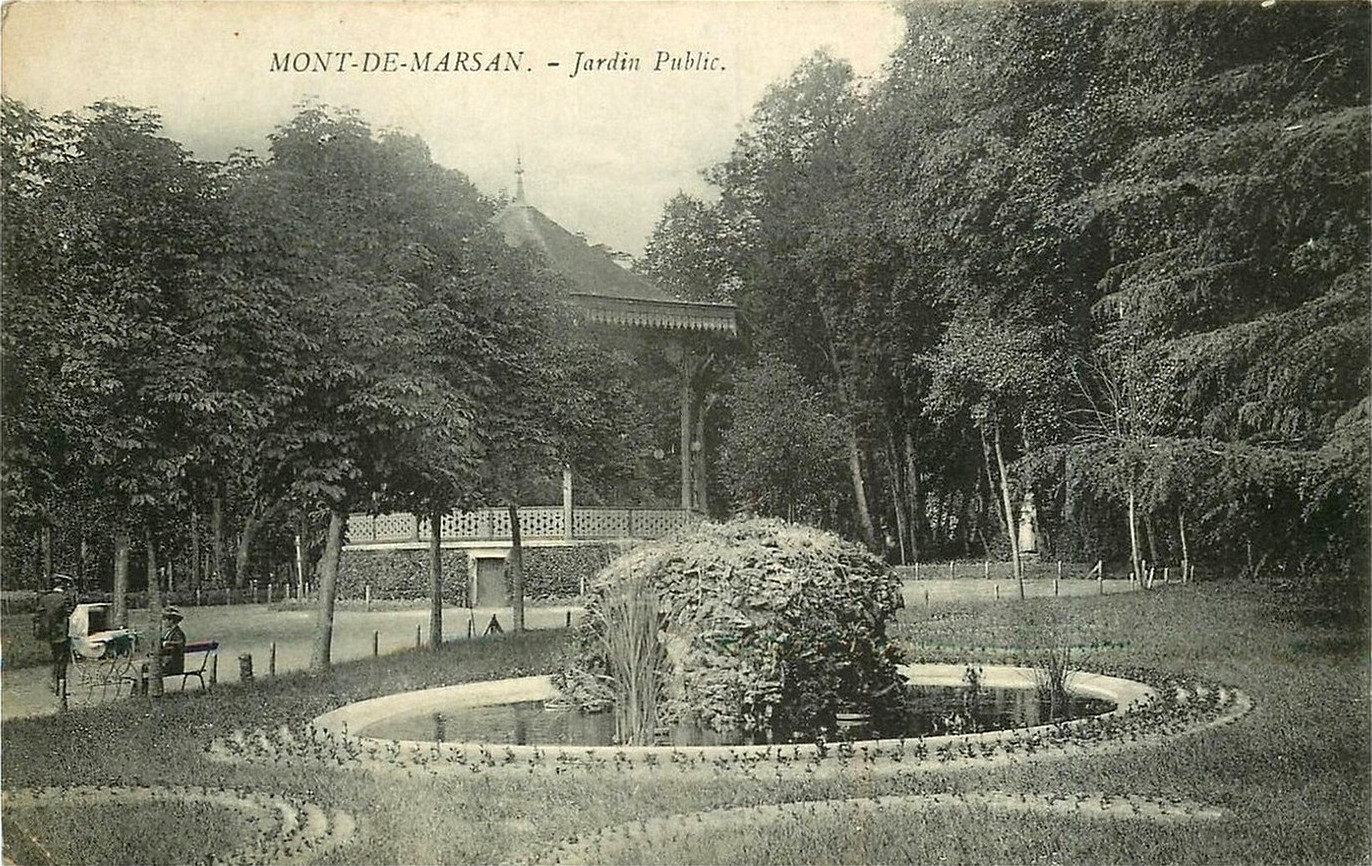
Jardin public de Mont-de-Marsan

Quand la Première Guerre mondiale est déclarée, le lycée, transformé en hôpital de fortune, accueille des prisonniers de guerre allemands blessés dès le mois de septembre 1914. Le cimetière militaire allemand de Mont-de-Marsan est créé au nord de la ville pour accueillir la dépouille des soldats décédés. Une habitante écrit en octobre 1914 les mots suivants :
« Le beau jardin, orgueil de la cité, est presque désert. Une odeur de phénol et d'hôpital, venant du lycée, vous monte à la gorge. […] J'ai voulu revoir, une dernière fois, la Pépinière, la charmante promenade, orgueil des Montois, sur la rive même de la Douze, toujours vive et limpide, la Pépinière, presque aussi belle et pittoresque que la célèbre Garenne de Nérac que baigne la Baïse. La charmante promenade est triste et silencieuse. L'automne lui donne un air de solitude et d'abandon qui m'étreint le cœur. Mélancoliquement, mes pas bruissent, dans les allées solitaires, parmi les feuilles mortes. Je sens que je m'attendris bêtement et je fuis la Pépinière. »
En 1915, un cyclone abat 34 arbres le 22 février et en juillet, la remise des prix a lieu exceptionnellement dans le parc, au fond de la grande allée, le lycée servant d'hôpital militaire. La sculpture « Démocrite » est installée en 1921 et en 1934, les Jeux floraux, organisés par l'Escòla Gaston Fèbus, se tiennent à la Pépinière (« Noce gasconne »).
Sur proposition de l’écrivain A.-F. Gleyze et du maire Jean Larrieu, l'endroit est rebaptisé parc Jean-Rameau le 5 novembre 1934 en hommage au poète du pays, qui écrira ces vers :
« Chêne altier, sapin bleu, platane séculaire,
Vous êtes tous à moi. Je suis le titulaire.
Ces fleurs, ces nids, ces bancs, c'est le parc Jean-Rameau. »
L'Auberge Landaise, est construite dans un style local (charpentes et menuiseries en pin maritime) dans le parc à l'occasion de la Foire Expo de 1937 et subit une extension dès 1938.

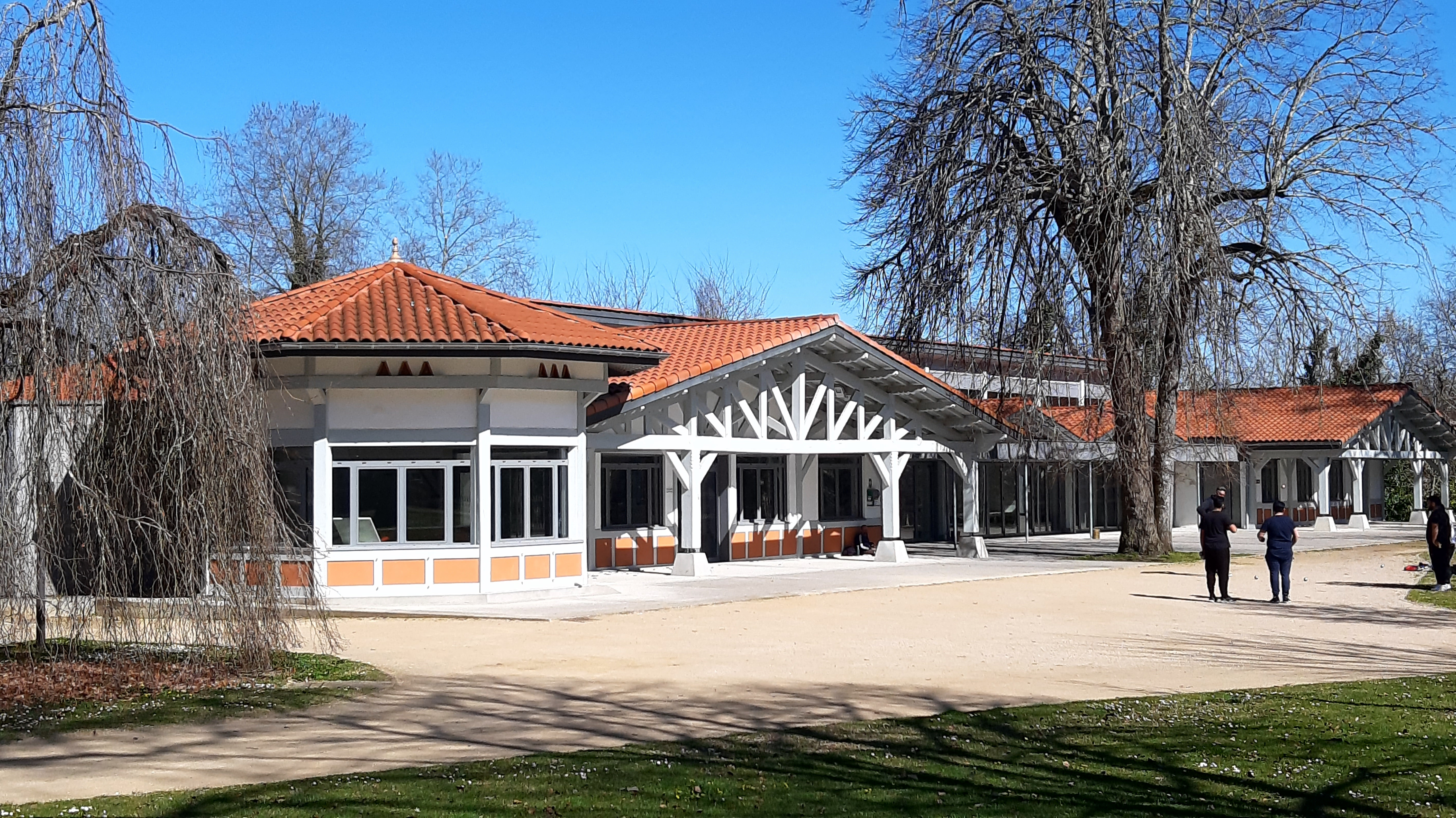
L'Auberge Landaise

Le 14 juillet 1939, une fête de nuit marque la célébration du 150e anniversaire de la prise de la Bastille. Une scène est montée devant 5000 spectateurs lorsque vers 21 heures, un violent orage écourte les festivités.
Pendant la Seconde Guerre mondiale, la ville de Mont-de-Marsan est occupée à partir du 27 juin 1940. Le parc Jean-Rameau est réquisitionné par les Allemands, qui en interdisent l'accès au public jusqu'au 21 juin 1941, date à laquelle il rouvre au public de 7 heures à 21 heures. En 1942, le buste de Duruy est fondu par les Allemands dans le cadre de la mobilisation des métaux non ferreux sous le régime de Vichy (c'est également le cas de la statue La Landaise de l'artiste Félix Soulès trônant depuis 1903 devant l'hôtel de la poste). La libération de Mont-de-Marsan a lieu le 21 août 1944, avec le combat du pont de Bats. Entre 1945 et 1946, le parc est restauré et redessiné après les dégâts causés par l’occupation allemande.
Un bassin en ciment est construit en 1950 et le théâtre de verdure en 1956. Une nouvelle extension de l'Auberge Landaise est réalisée en 1964. Un orage de grêle d'une intensité exceptionnelle frappe le département le jeudi 19 août 1971. Plusieurs arbres du parc n'y résistent pas. L'Auberge Landaise subit une nouvelle réhabilitation en 1978 (conciergerie) et en 2019.  Le Théâtre de verdure subit une inondation en 1982. En 1993 est apposée une plaque commémorative aux victimes des persécutions racistes et antisémites et des crimes contre l'humanité commis sous l'occupation. Le Jardin japonais ouvre en 1996 (Année du Japon). De 1996 à 2004, le parc accueille des concerts du festival Arte Flamenco. En 2000, trois sculptures de Vladimir Nikolski sont installées et en 2006, c'est au tour du Mémorial des enfants juifs déportés dans les Landes, réalisé par les élèves et professeurs du lycée et l'ANACR et inauguré le 16 octobre par Raymond Aubrac et Lucie Aubrac. Un jardin des senteurs vient de s'ajouter aux précédents en 2016.

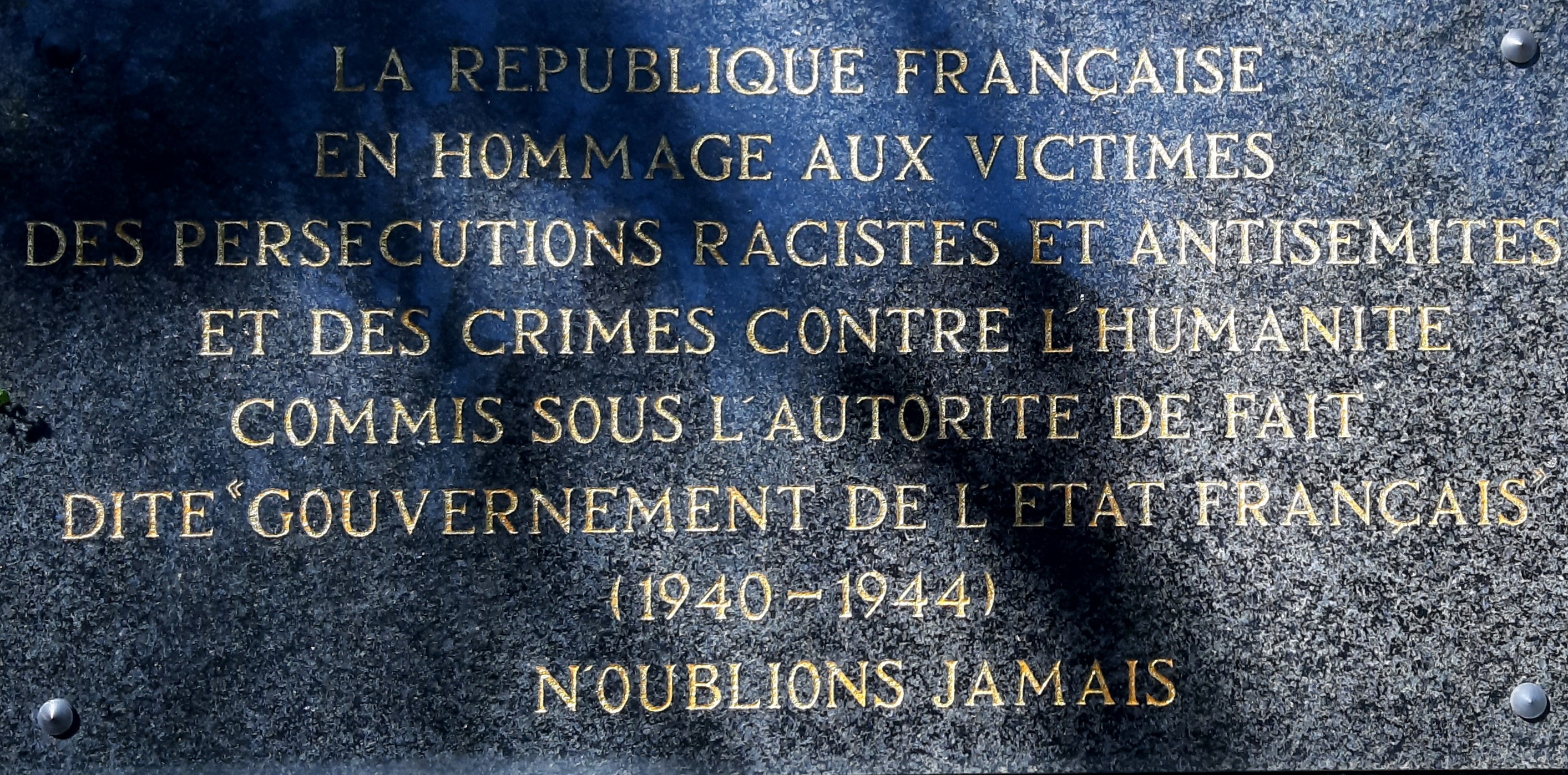
Plaque commémorative dédiée aux victimes des persécutions racistes et antisémites et des crimes contre l'humanité commis sous l'occupation (1993)
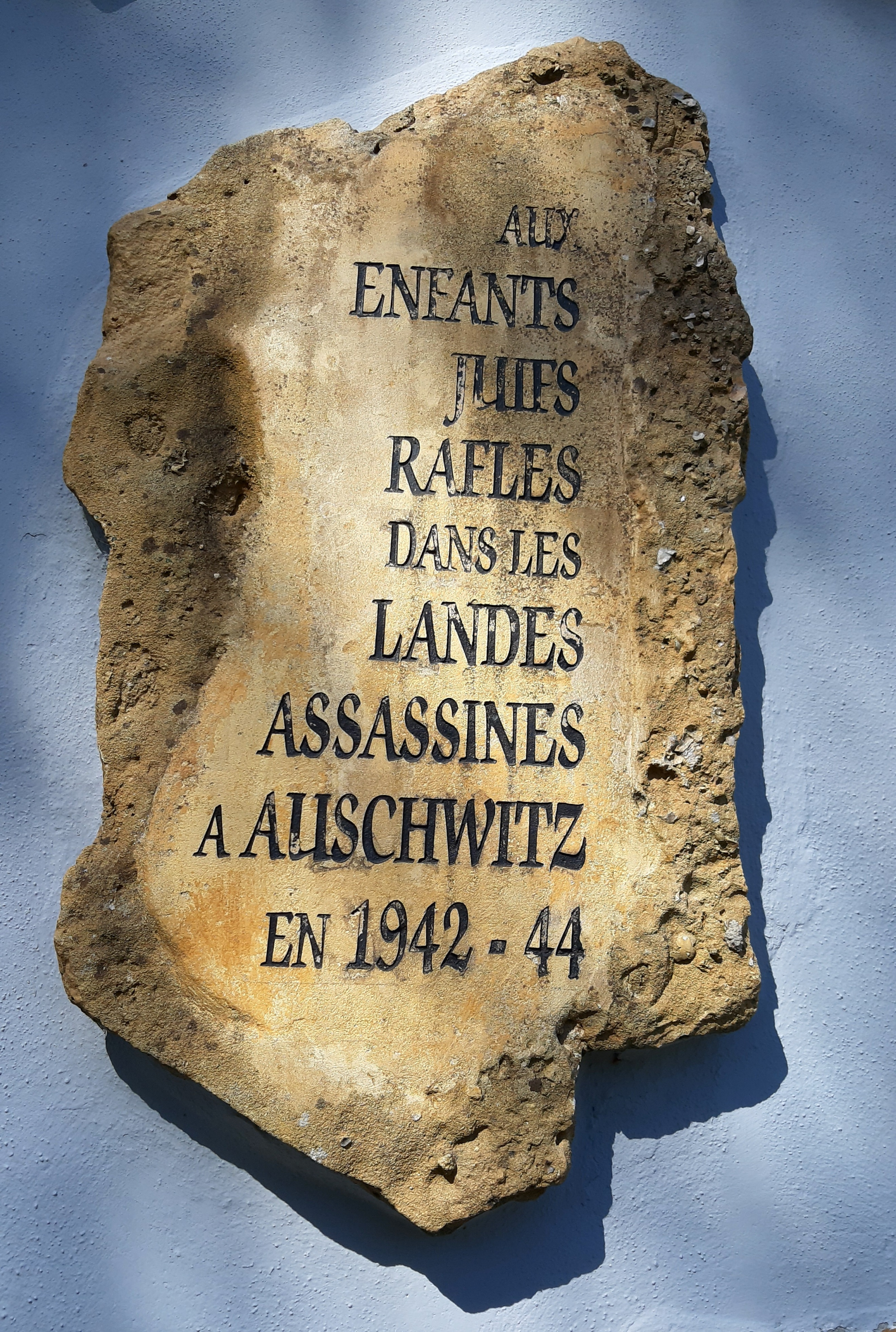
Mémorial des enfants juifs raflés dans les Landes pendant la Seconde Guerre mondiale (2006)

### Œuvres
Des sculptures sont exposées de manière permanente dans le parc depuis le début du XXe siècle. C'est notamment le cas des œuvres intitulées :
- « Buste en bronze de V. Duruy », de Hubert Ponscarme, spolié et fondu par les Allemands en 1942 ;
- « La Chute des Feuilles » : marbre blanc du sculpteur Julien Lorieux, installé en 1908 ;
- « Démocrite et les Abdéritains » (également dite « le Penseur » ou « l'Homme et la mort ») : marbre blanc du sculpteur Léon-Alexandre Delhomme, installé en 1923 ;
- « Paysage et loup » : ensemble de bois de cèdre, éléments métalliques et bronze, de Roland Cognet, installé en 2012 ;
- trois sculptures réalisées par Wladimir Nikolski en 2000 agrémentent le jardin japonais ;
- la maquette de la statue équestre du Maréchal Foch (place du Trocadéro) est visible dans le parc[1].

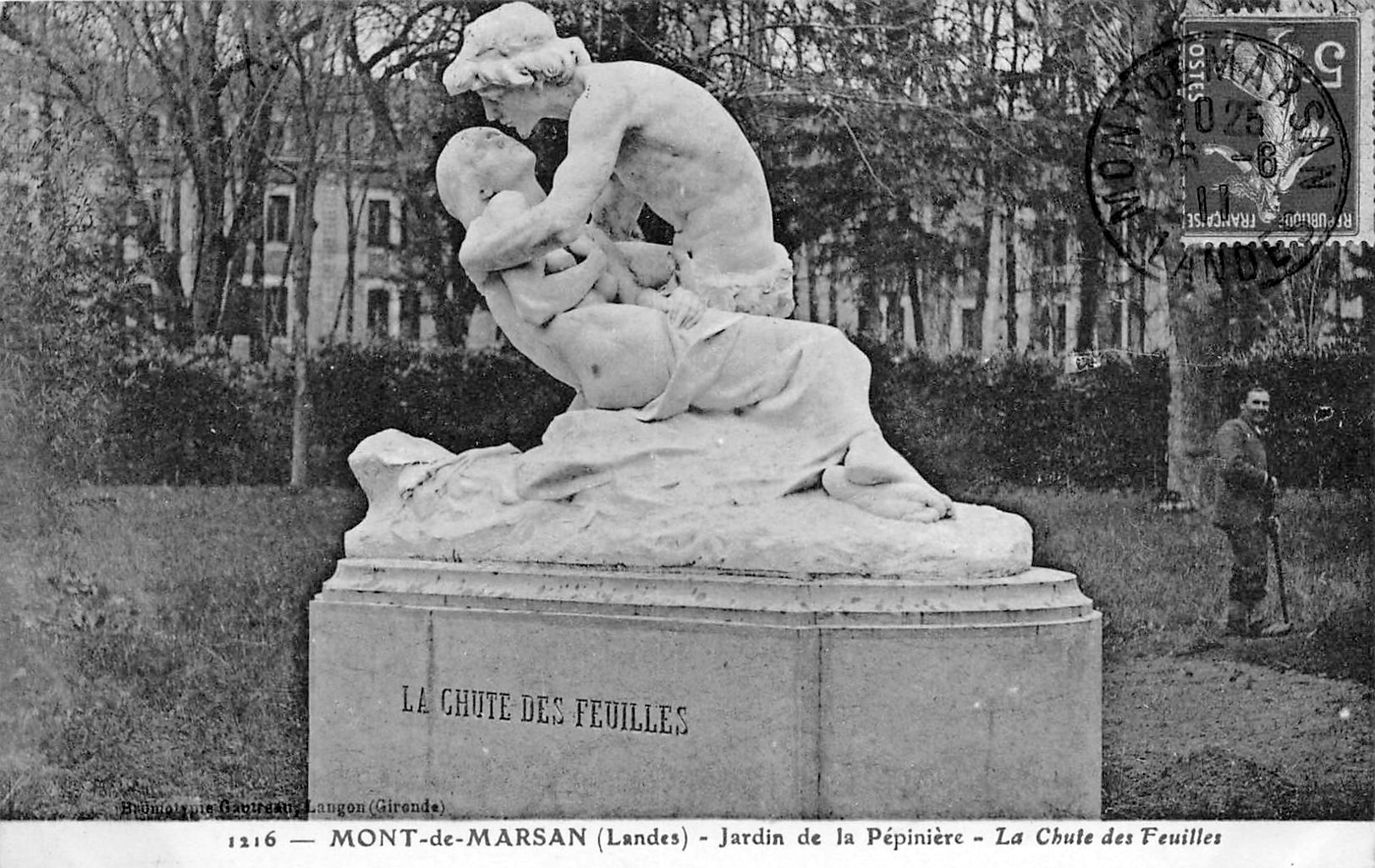
La Chute des Feuilles
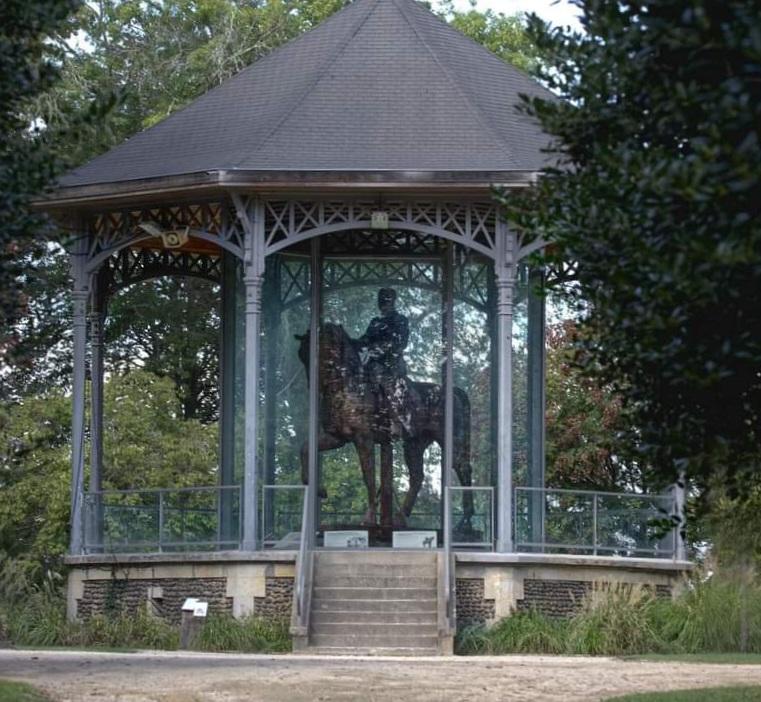
Maquette de la statue équestre du Maréchal Foch du Trocadéro exposée au parc Jean-Rameau

## Galerie

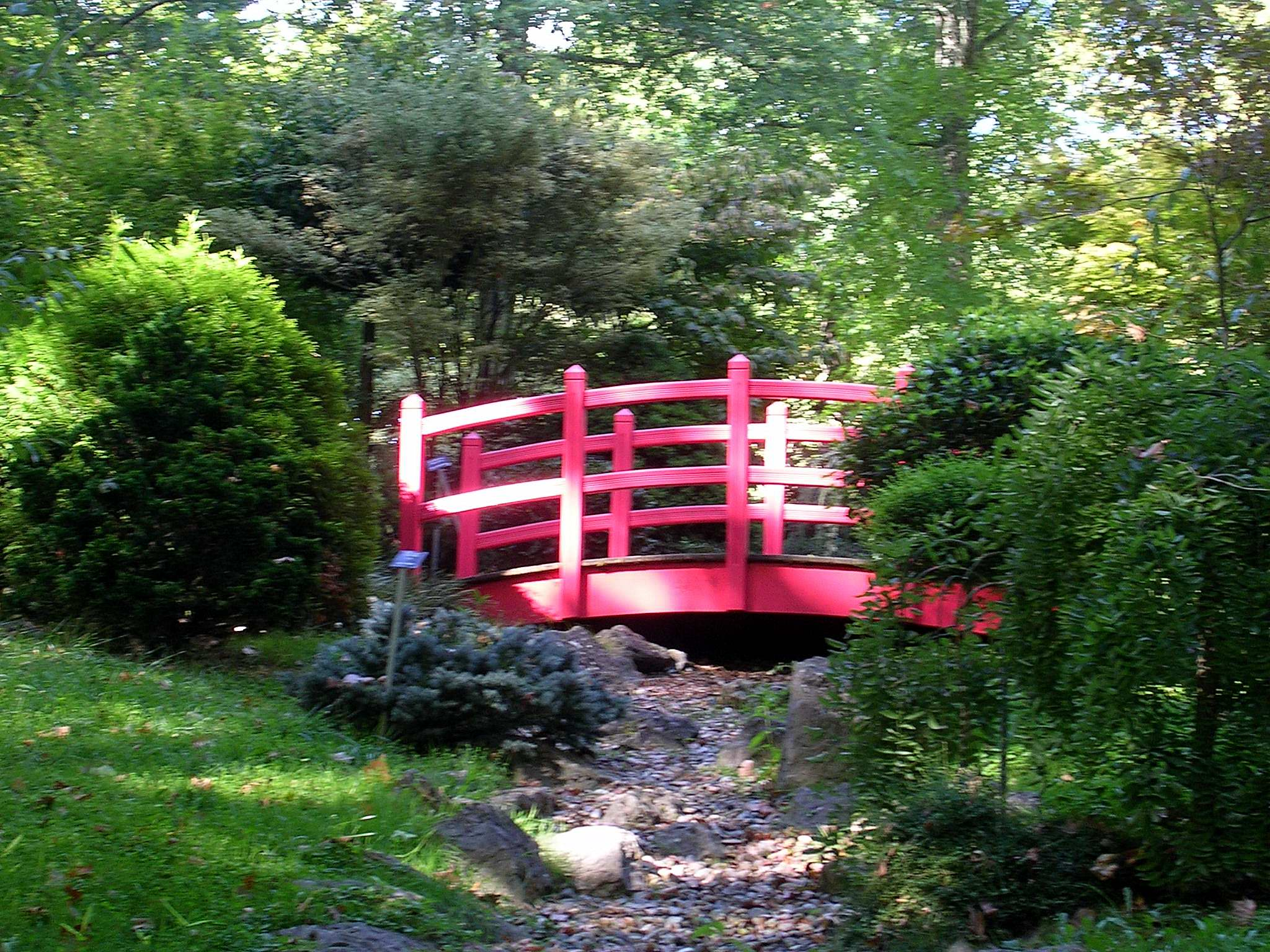
Le jardin japonais, aménagé en 1996
La Douze bordant le parc.
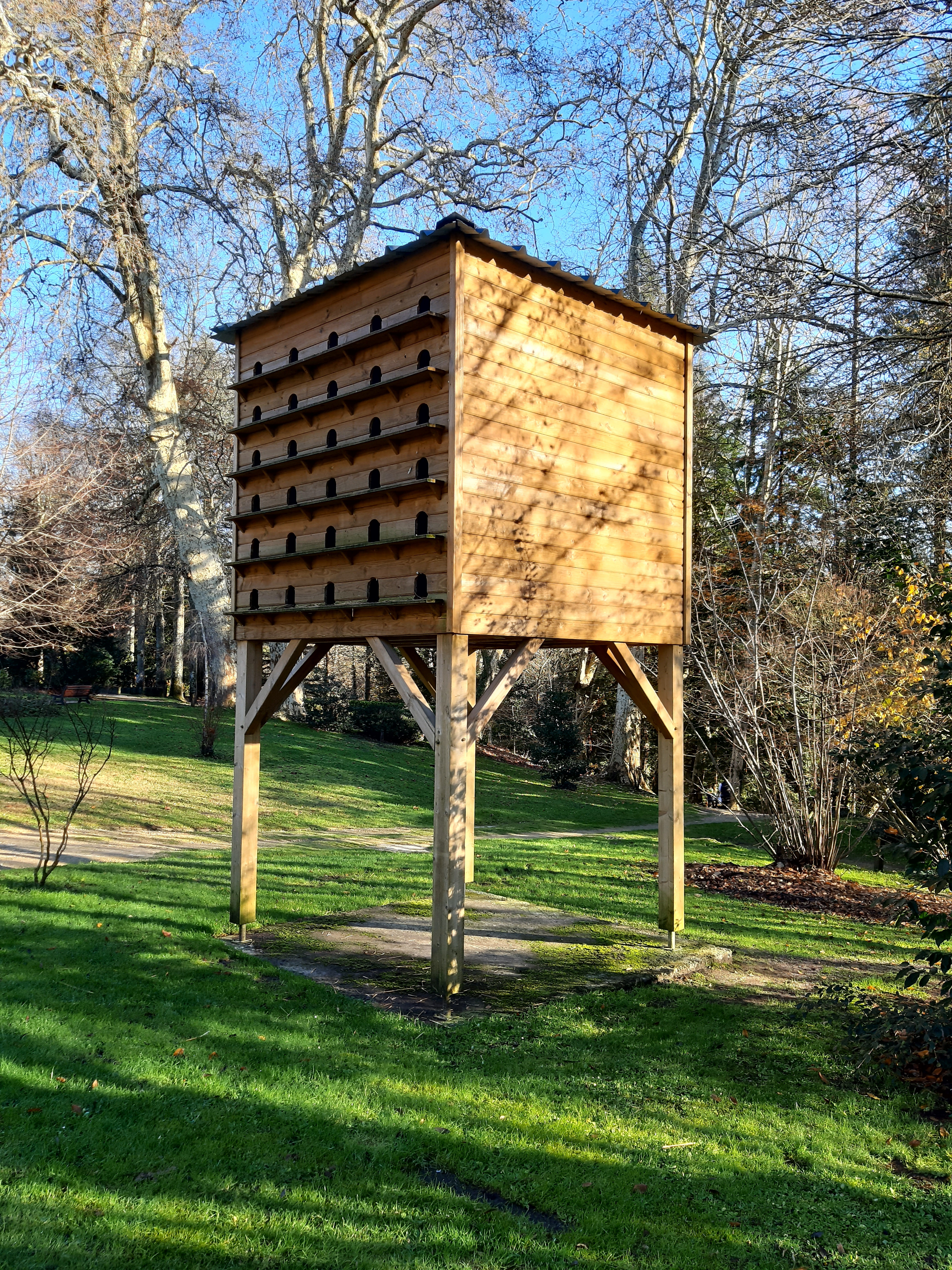
Pigeonnier du parc